# Juan Palomares Pulpillo
Juan Palomares Pulpillo (Rus, 25 de julio de 2000), conocido  como Juanpa Palomares, es un futbolista español que juega de portero en el Club Deportivo Mirandés.

## Carrera deportiva
Jugó en Patronato Municipal de Juventud y Deportes de Baeza, CD Rus, Linares Deportivo, Córdoba CF y UD Almería cuando era juvenil.  
En 2019, fichó por el CD Gerena de Tercera División.
El 4 de julio de 2020 pasa a forrmar parte de la UD Ciudad de Torredonjimeno.
el 16 de junio de 2021,  firma por el Atlético Sanluqueño CF de la Primera División RFEF, tras no poder competir con el veterano Ismael Falcón,  acordó un contrato de un año con el Mérida AD, equipo de Tercera División, el 7 de julio de 2022.  El 31 de mayo siguiente, tras consolidarse como titular, renovó su contrato por dos temporadas más. 
El 10 de julio de 2025, Palomares fichó por el CD Mirandés de de la Segunda División,  por una temporada. 

## Clubes
| Club                | País   | Año       |
| ------------------- | ------ | --------- |
| C.D. Gerena         | España | 2010-2020 |
| UDC Torredonjimeno  | España | 2020-2021 |
| Atletico Sanluqueño | España | 2021-2022 |
| A.D. Mérida         | España | 2022-2025 |
| C.D. Mirandés       | España | 2025-Act  |